# Chala (Abjasia)
Chala (en georgiano: ჭალა) o Naush (en abjasio: Наушь) es una aldea que pertenece a la parcialmente reconocida República de Abjasia, parte del distrito de Gulripshi, aunque de iure pertenece al municipio de Gulripshi de la República Autónoma de Abjasia de Georgia.

## Toponimia
Hasta el 3 de septiembre de 1948, la aldea se conoció con el nombre de Nikolaevka (en georgiano: ნიკოლაევკა).

## Geografía
Chala se encuentra en la llanura del Mar Negro, en el margen derecha del río Kodori. La aldea está a 22 km de Gulripshi y se administra desde el pueblo de Vladímirovka.

## Historia
En 1867, la población nativa abjasia fue expulsada de la aldea de Naush a Turquía.
Durante el período soviético se desarrollaron la fabricación de té, la fabricación de tabaco y el hábito de fumar.

## Demografía
La evolución demográfica de Chala entre 1959 y 1989 fue la siguiente:
| 364                                                 | 615 |
| (Fuente: Population of Abkhazia since Soviet times) |     |

Antes de la guerra de Abjasia, la mayoría de la población local eran georgianos.